# Emilio Navarro
Pour les articles homonymes, voir Navarro (homonymie).
Emilio Navarro (26 septembre 1905 – 30 avril 2011) est un joueur de baseball originaire de Porto Rico dont la carrière professionnelle s'est déroulée de 1928 à 1948. Il s'aligne avec les Cuban Stars durant deux saisons, en 1928 et 1929, devenant le premier portoricain à évoluer dans les Negro Leagues aux États-Unis. Il était, avant son décès à l'âge de 105 ans, l'ancien joueur de cette ligue le plus âgé.